# نهر بيكين
نهر بيكين (بالروسية: Бики́н) هو نهر يقع في منطقتي بريمورسكي كراي وخاباروفسك كراي في جنوب شرق روسيا. يعد النهر أحد روافد نهر أوسوري. يبلغ طول النهر 560 كيلومتر (350 ميل)، مع مستجمع مائي مساحته 22.300 كيلومتر مربع (8600 ميل مربع).
روافد النهر الرئيسية هي: أنهان ألشان وبكلازا وزايف. تقع بلدة بيكين على نهر بيكين.
في عام 2015 تم دمج جزء كبير من حوض نهر بيكين لإنشاء حديقة بيكين الوطنية، وهي إحدى المناطق المحمية الرئيسية في الاتحاد الروسي. في عام 2018 تم اختيار النهر موقعًا جديدًا في قائمة التراث العالمي كونه امتداد لموقع طبيعي في الاتحاد الروسي.